# Чкаловское (муниципальный округ)
Чка́ловское — муниципальный округ № 63 в составе Петроградского района Санкт-Петербурга.
Глава Муниципального образования, Председатель Муниципального Совета — Мартинович Николай Леонидович
Глава Местной Администрации — Пантела Олег Николаевич.
Название округа связано с Чкаловским проспектом — одной из центральных магистралей района, названной в декабре 1952 в честь прославленного лётчика В. П. Чкалова.
С названием проспекта также связано название станции метро, расположенной, тем не менее, на территории соседнего Петровского округа.

## О Муниципальном округе Чкаловское
Муниципальное образование «Чкаловское» расположено в западной части Петроградского района, включает в себя Каменный, Крестовский и Елагин острова, а также часть острова Петроградский к западу от Чкаловского и Каменноостровского проспектов.

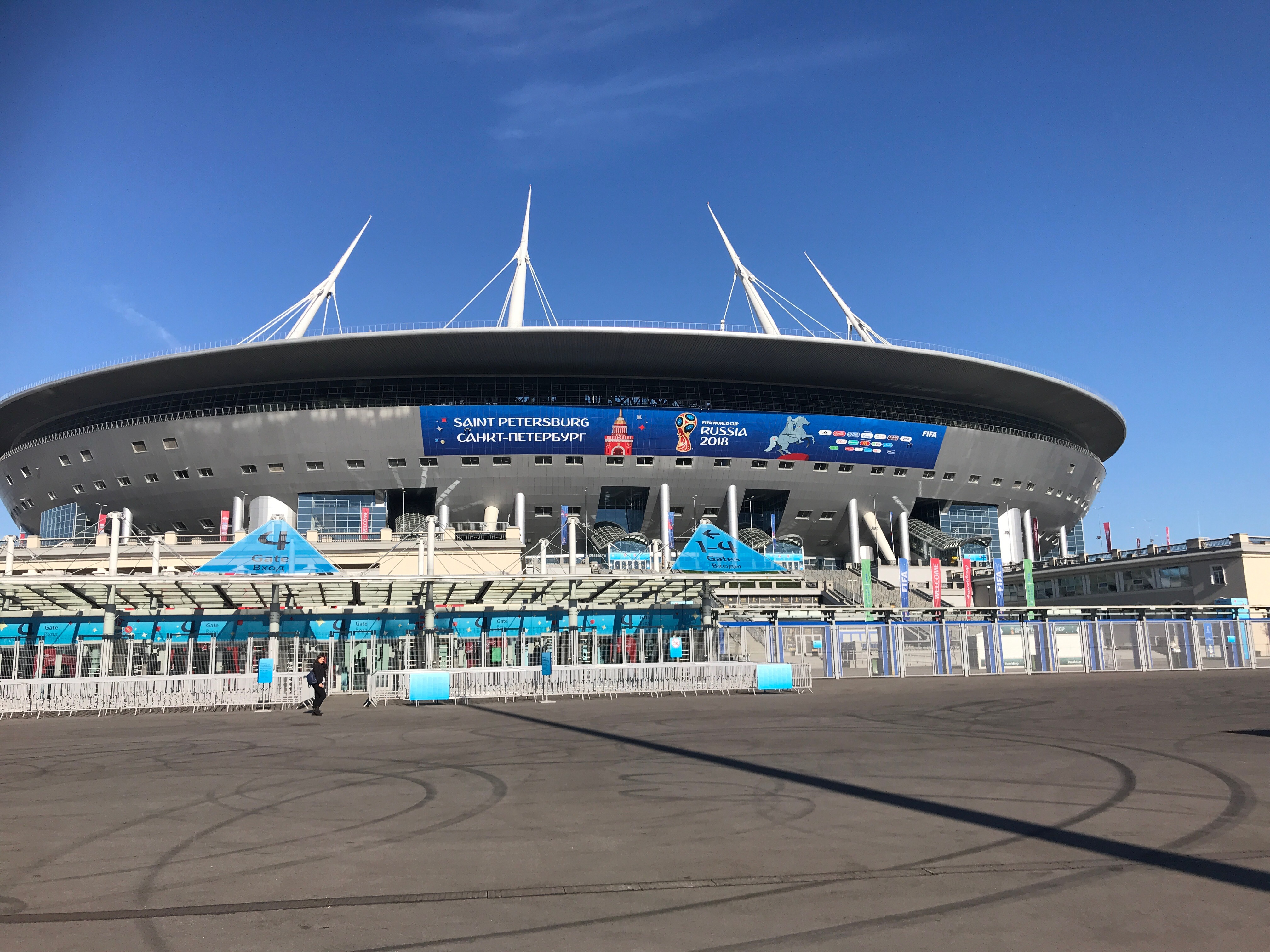
Газпром Арена

На территории округа находятся Центральный парк культуры и отдыха на Елагином острове, Приморский парк Победы, стадион имени С. М. Кирова, Дворец спорта и стадион СКА, станция метро «Крестовский остров», ряд учебных заведений, в том числе одно из крупнейших в городе Военно-космическая академия имени А. Ф. Можайского. На территории округа работают три общеобразовательные и две специальные школы, два детских дома, 14 детских садов, комплексная школа высшего спортивного мастерства, СДЮШ Олимпийского резерва по плаванию «Радуга».

## Граница округа
- По оси р. Большой Невки от Ушаковского моста до оси р. Малой Невки,
- далее по оси р. Малой Невки до Каменноостровского моста,
- далее по оси Каменноостровского пр. до оси р. Карповки,
- далее по оси р. Карповки до Чкаловского пр.,
- далее по оси Чкаловского пр. до ул. Красного Курсанта,
- далее по оси ул. Красного Курсанта до Офицерского пер.,
- далее по оси Офицерского пер. до оси р. Ждановки,
- далее по оси р. Ждановки до Новоладожской улицы,
- далее по оси Новоладожской ул. до Пионерской ул.,
- далее по оси Пионерской ул. до оси р. Малой Невки,
- далее по оси р. Малой Невки до оси Невской Губы,
- далее по оси Невской Губы до оси р. Большой Невки,
- далее по оси р. Большой Невки до Ушаковского моста[2].

## Население
| 2002    | 2010    | 2012    | 2013    | 2014    | 2015    | 2016    |
| ------- | ------- | ------- | ------- | ------- | ------- | ------- |
| 30 262  | ↘26 769 | ↗27 323 | ↗28 139 | ↗28 729 | ↗28 770 | ↘28 338 |
| 2017    | 2018    | 2019    | 2020    | 2021    | 2023    | 2025    |
| ↘28 256 | ↘28 146 | ↘27 523 | ↘26 864 | ↗29 921 | ↘29 648 | ↗30 355 |